# Томпсонс Стејшон (Тенеси)
Томпсонс Стејшон (енгл. Thompsons Station) град је у америчкој савезној држави Тенеси.

## Демографија
По попису из 2010. године број становника је 2.194, што је 911 (71,0%) становника више него 2000. године.
| Група             | 2000.         | 2010.         |
| Белци             | 1.145 (89,2%) | 1.977 (90,1%) |
| Афроамериканци    | 90 (7,0%)     | 111 (5,1%)    |
| Азијати           | 7 (0,5%)      | 17 (0,8%)     |
| Хиспаноамериканци | 33 (2,6%)     | 69 (3,1%)     |
| Укупно            | 1.283         | 2.194         |